# Wen Chou
Pour les articles homonymes, voir Chou.
 (août 2015).
Si vous disposez d'ouvrages ou d'articles de référence ou si vous connaissez des sites web de qualité traitant du thème abordé ici, merci de compléter l'article en donnant les références utiles à sa vérifiabilité et en les liant à la section « Notes et références ».
Wen Chou (? – août 200) Au service de la famille Yuan depuis longtemps, Wen Chou était un général brillant, mais intuitif. Grand ami de Yan Liang, il ne supporte pas la mort de ce dernier, tué par Guan Yu lors de la bataille de Guandu, alors sous le contrôle de Cao Cao. Il décide de venger Yan Liang en tuant son meurtrier, mais il ne fait pas le poids face au puissant « Dieu de la Guerre » et il est rapidement éliminé, selon le San Guo Yan Yi ou roman des trois royaumes de Luo Guan Zhong.